# گمینا تراونیکی
گمینا تراونیکی (به لهستانی:  Gmina Trawniki) یک گمینا در لهستان است که در شهرستان شویدنگک واقع شده‌است. گمینا تراونیکی ۸۴٫۱۶ کیلومتر مربع مساحت و ۹٬۰۵۵ نفر جمعیت دارد.